# Faux Mérovingiens
L'appellation de Faux Mérovingiens regroupe des personnages qui apparaissent parfois dans certaines généalogies des Mérovingiens, au sujet desquels il existe des controverses ou des doutes portant sur leur existence réelle ou sur leur appartenance à la dynastie mérovingienne.

## Princes ou reines inventées au Moyen Âge
Au cours du haut Moyen Âge, les lettrés ne se sont pas satisfaits de l'aridité des renseignements contenus dans les premiers récits comme celui de Grégoire de Tours. Aussi les auteurs ont-ils commencé à ajouter des personnes dans leur récits, parfois sans souci de vraisemblance. Tous les personnages de cette section ont ceci en commun qu'ils ne sont cités dans aucun document de leur époque ; en revanche, ils apparaissent dans les textes des années après les événements relatés.

### Amalthide, femme de Reolus
Amalthilde serait fille de Childéric, roi d'Austrasie, et nièce de saint Nivard, évêque de Reims, et mariée à Rieul, duc de Champagne et futur évêque de Reims (milieu du VIIe siècle).
C'est du moins ce que raconte au Xe siècle Flodoard, dans son Histoire de l'Église de Rheims : « ce qui fit que saint Nivard réconcilia Théoderamne avec Rieul, qui avait épousé une de ses nièces, fille de Childéric » et « Le comte Rieul demanda aussi que son fils Gédéon, petit-neveu de saint Nivard, se fît moine en ce couvent, et donna une partie de ses biens au monastère ». Flodoard a probablement interpolé la Vita Nivardi qui dit simplement qu'un roi franc du nom de Childeric avait une fille mariée au comte Réolus et nièce de saint Nivard. Il a cherché à identifier ce roi Childéric au roi Childéric II d'Austrasie, mais se heurte à plusieurs problèmes chronologiques et généalogiques :
- Selon sa Vita, saint Nivard aurait été éduqué à la cour de ce roi, or son éducation est forcément antérieure à 655, date du début de son épiscopat, alors que Childéric II ne règne qu'à partir de 662.
- La seule femme connue de Chilpéric II est Bilichilde, une fille du roi Sigebert III, ce qui implique que Nivard est un Mérovingien, soit comme fils de Sigebert III, soit comme fils de Clovis II, ce qui est démenti par le silence des sources.

Ces deux textes mentionnent l'épouse de Reolus sans la nommer. Le nom d'« Amalathilde » et la qualité de fille de Bilichilde figurent dans la préface d'une édition du texte de Flodoard datant de 1854, sans que l'on sache d'où vient cette information.
Gabriel Tikka identifie ce Childéric à un Mérovingien par ailleurs inconnu Chilpéric, roi de Toulouse, fils de Caribert II, mais sa méthodologie présente de nombreuses failles et ses thèses ne sont pas prises en compte.
Une possibilité est que l'épouse du comte Rieul soit une fille illégitime de Childéric II et d'une sœur de Nivard. Une autre possibilité est d'y voir la conséquence d'une tradition qui tend à amalgamer des saints et des saintes dans des familles royales.

### Ansbert le sénateur
Pour les articles homonymes, voir Anspert.
Ansbert serait l'époux de la princesse Blitilde prétendue fille du roi Clotaire Ier ou Clotaire II. Ils seraient les parents d'un fils nommé Arnold, selon plusieurs documents médiévaux dont le premier d'entre eux est la Commemoratio genealogiae domni Karoli gloriossimi imperatoris établie par les scribes de l'évêché de Metz vers 810. Les premières versions de cette généalogie donnent Clotaire Ier comme père de Blitilde et c'est vers 870 que l'on voit apparaître Clotaire II comme père.
Personnage probablement réel (Ansbert n'est pas nommé dans les documents contemporains, mais n'apporte rien aux généalogies — c'est sa femme qui transmettrait le sang mérovingien — et comme la racine Ans se retrouve dans Anségisel, on considère son existence comme possible) mais mal relié généalogiquement par les scribes de l'évêché de Metz à la fin du IXe siècle. En effet, ces scribes ont probablement repris des documents authentiques pour établir la généalogie, mais en ont fait des lectures erronées. Même le nom de Blitilde n'est pas forcément faux, c'est sa qualité de maillon entre les Mérovingiens et les Carolingiens qui est suspecte et est rejetée.
Grégoire de Tours donne une liste assez complète des enfants de Clotaire Ier où Blitilde ne figure pas. Quant à la thèse qui propose Blitilde comme une fille de Clotaire II, c'est une aberration chronologique : Arnould est un contemporain et probablement du même âge que Clotaire II : il s'ensuit que ce dernier ne peut pas être le père d'une grand-mère de ce même Arnould.

### Bilichilde
Bilichilde serait fille du roi Clotaire Ier, épouse d'Ansbert et mère d'Arnoul, évêque de Metz.
Bilichilde est une personne qui apparaît dans deux généalogies carolingiennes, la Genealogia domni Karoli, du début du IXe siècle et la Genealogia domni Arnulfi, du IXe siècle. Elle est donnée comme fille du roi Clotaire Ier (ou Clotaire II selon les documents), épouse d'Ansbert et mère d'Arnoul, évêque de Metz au début du VIIe siècle. L'existence d'Arnoul est confirmée par des documents contemporains, au contraire de ses parents. Les deux généalogies sont trop tardives pour avoir une quelconque autorité. La filiation royale de Bilichilde est impossible d'un point de vue chronologique,.

### Brunulphe
Sichilde, la troisième épouse de Clotaire II et sa sœur Gomatrude, première épouse de Dagobert Ier seraient sœurs d'un Brunulphe et filles d'un autre Brunulphe, comte d'Ardenne et d'une Clotilde.
Brunulphe est cité dans la Gesta Dagoberti I. Regis Francorum, composée vers 830 à l'abbaye de Saint-Denis, qui le qualifie de frère de la reine Sichilde et de l'oncle maternel de Hairbert, frère de Dabogert Ier. Il n'est pas cité par ailleurs, mais la chronique de Frédégaire, composée en 727, mentionne un Brodulf, oncle maternel de Charibert. L'hypothèse la plus probable est de considérer Brunulphe comme une mauvaise transcription de Brodulf ainsi que semble montrer la similitude entre les deux passages :

« Charibert, son frère, s’efforça de s’emparer du royaume ; mais, à cause de son imbécillité, sa volonté eut peu d’effet. Brodulf, son oncle, voulant l’établir sur le trône, commença à se soulever contre Dagobert ; mais l’événement en décida autrement »

— Frédégaire,  Chronique.

« Charibert, son frère, s’efforçait de s’emparer du royaume, mais à cause de son imbécillité sa volonté avait peu d’effet. Brunulf, frère de la reine Sichilde, voulant faire régner son neveu Charibert, avait commencé à se révolter contre Dagobert ; mais l’événement en décida autrement. »

— un moine de Saint-Denis ,  « Gesta Dagoberti I. Regis Francorum ».
Au Moyen Âge ont été produites des généalogies qui fournissent des ascendants à cette fratrie. Ainsi, au XIVe siècle, Jacques de Guyse donne Brunulphe comme fils d'un comte de Templatum et d'une sœur de sainte Aye, fille de Brunulphe comte de Cambraisis et femme de saint Hidulphe, prince de Hainaut, et lointaine descendante de Clodion le Chevelu. Joachim Vos, affirme que Brunulphe et Gomatrude sont issus d'un autre Brunulphe, comte d'Ardennes et frère de saint Arnould et de Clotilde, sœur de sainte Aye. Ces productions aboutissent à ce type de généalogie :
|           |           |           |           |           |           |                     |                     |                     |                     |                     |                     |           |           |           |           |            |            | Clodion le Chevelu      |                         |                         |                         |                         |                         |             |             |                           |                           |                           |                           |                           |                           |            |            |  |  |               |               |               |               |               |               |  |  |  |  |  |  |  |  |  |  |  |  |  |  |  |  |  |  |  |  |
|           |           |           |           |           |           |                     |                     |                     |                     |                     |                     |           |           |           |           |            |            |                         |                         |                         |                         |                         |                         |             |             |                           |                           |                           |                           |                           |                           |            |            |  |  |               |               |               |               |               |               |  |  |  |  |  |  |  |  |  |  |  |  |  |  |  |  |  |  |  |  |
|           |           |           |           |           |           |                     |                     |                     |                     |                     |                     |           |           |           |           |            |            | Aubéron                 |                         |                         |                         |                         |                         |             |             |                           |                           |                           |                           |                           |                           |            |            |  |  |               |               |               |               |               |               |  |  |  |  |  |  |  |  |  |  |  |  |  |  |  |  |  |  |  |  |
|           |           |           |           |           |           |                     |                     |                     |                     |                     |                     |           |           |           |           |            |            |                         |                         |                         |                         |                         |                         |             |             |                           |                           |                           |                           |                           |                           |            |            |  |  |               |               |               |               |               |               |  |  |  |  |  |  |  |  |  |  |  |  |  |  |  |  |  |  |  |  |
|           |           |           |           |           |           |                     |                     |                     |                     |                     |                     |           |           |           |           |            |            | Walbert Ier             |                         |                         |                         |                         |                         |             |             |                           |                           |                           |                           |                           |                           |            |            |  |  |               |               |               |               |               |               |  |  |  |  |  |  |  |  |  |  |  |  |  |  |  |  |  |  |  |  |
|           |           |           |           |           |           |                     |                     |                     |                     |                     |                     |           |           |           |           |            |            |                         |                         |                         |                         |                         |                         |             |             |                           |                           |                           |                           |                           |                           |            |            |  |  |               |               |               |               |               |               |  |  |  |  |  |  |  |  |  |  |  |  |  |  |  |  |  |  |  |  |
|           |           |           |           |           |           |                     |                     |                     |                     |                     |                     |           |           |           |           |            |            |                         |                         |                         |                         |                         |                         |             |             |                           |                           |                           |                           |                           |                           |            |            |  |  |               |               |               |               |               |               |  |  |  |  |  |  |  |  |  |  |  |  |  |  |  |  |  |  |  |  |
|           |           |           |           |           |           | Ansbert le sénateur | Ansbert le sénateur | Ansbert le sénateur | Ansbert le sénateur | Ansbert le sénateur | Ansbert le sénateur |           |           |           |           |            |            |                         |                         |                         |                         |                         |                         |             |             |                           |                           | Walbert II                | Walbert II                | Walbert II                | Walbert II                | Walbert II | Walbert II |  |  |               |               |               |               |               |               |  |  |  |  |  |  |  |  |  |  |  |  |  |  |  |  |  |  |  |  |
|           |           |           |           |           |           | Ansbert le sénateur | Ansbert le sénateur | Ansbert le sénateur | Ansbert le sénateur | Ansbert le sénateur | Ansbert le sénateur |           |           |           |           |            |            |                         |                         |                         |                         |                         |                         |             |             |                           |                           | Walbert II                | Walbert II                | Walbert II                | Walbert II                | Walbert II | Walbert II |  |  |               |               |               |               |               |               |  |  |  |  |  |  |  |  |  |  |  |  |  |  |  |  |  |  |  |  |
|           |           |           |           |           |           |                     |                     |                     |                     |                     |                     |           |           |           |           |            |            |                         |                         |                         |                         |                         |                         |             |             |                           |                           |                           |                           |                           |                           |            |            |  |  |               |               |               |               |               |               |  |  |  |  |  |  |  |  |  |  |  |  |  |  |  |  |  |  |  |  |
|           |           |           |           |           |           |                     |                     |                     |                     |                     |                     |           |           |           |           |            |            |                         |                         | Walbert III             | Walbert III             | Walbert III             | Walbert III             | Walbert III | Walbert III |                           |                           |                           |                           |                           |                           |            |            |  |  | Brunulphe Ier | Brunulphe Ier | Brunulphe Ier | Brunulphe Ier | Brunulphe Ier | Brunulphe Ier |  |  |  |  |  |  |  |  |  |  |  |  |  |  |  |  |  |  |  |  |
|           |           |           |           |           |           | Arnoald             |                     |                     |                     |                     |                     |           |           |           |           |            |            |                         |                         | Walbert III             | Walbert III             | Walbert III             | Walbert III             | Walbert III | Walbert III |                           |                           |                           |                           |                           |                           |            |            |  |  | Brunulphe Ier | Brunulphe Ier | Brunulphe Ier | Brunulphe Ier | Brunulphe Ier | Brunulphe Ier |  |  |  |  |  |  |  |  |  |  |  |  |  |  |  |  |  |  |  |  |
|           |           |           |           |           |           |                     |                     |                     |                     |                     |                     |           |           |           |           |            |            |                         |                         |                         |                         |                         |                         |             |             |                           |                           |                           |                           |                           |                           |            |            |  |  |               |               |               |               |               |               |  |  |  |  |  |  |  |  |  |  |  |  |  |  |  |  |  |  |  |  |
|           |           |           |           |           |           |                     |                     |                     |                     |                     |                     |           |           |           |           | Walbert IV | Walbert IV | Walbert IV              | Walbert IV              | Walbert IV              | Walbert IV              |                         |                         | Brunulphe   | Brunulphe   | Brunulphe                 | Brunulphe                 | Brunulphe                 | Brunulphe                 |                           |                           |            |            |  |  | Brunulphe II  | Brunulphe II  | Brunulphe II  | Brunulphe II  | Brunulphe II  | Brunulphe II  |  |  |  |  |  |  |  |  |  |  |  |  |  |  |  |  |  |  |  |  |
|           |           |           |           |           |           |                     |                     |                     |                     |                     |                     |           |           |           |           | Walbert IV | Walbert IV | Walbert IV              | Walbert IV              | Walbert IV              | Walbert IV              |                         |                         | Brunulphe   | Brunulphe   | Brunulphe                 | Brunulphe                 | Brunulphe                 | Brunulphe                 |                           |                           |            |            |  |  | Brunulphe II  | Brunulphe II  | Brunulphe II  | Brunulphe II  | Brunulphe II  | Brunulphe II  |  |  |  |  |  |  |  |  |  |  |  |  |  |  |  |  |  |  |  |  |
|           |           |           |           |           |           |                     |                     |                     |                     |                     |                     |           |           |           |           |            |            |                         |                         |                         |                         |                         |                         |             |             |                           |                           |                           |                           |                           |                           |            |            |  |  |               |               |               |               |               |               |  |  |  |  |  |  |  |  |  |  |  |  |  |  |  |  |  |  |  |  |
| St Arnoul | St Arnoul | St Arnoul | St Arnoul | St Arnoul | St Arnoul |                     |                     |                     |                     |                     |                     | Brunulphe | Brunulphe | Brunulphe | Brunulphe | Brunulphe  | Brunulphe  |                         |                         | Clotilde                | Clotilde                | Clotilde                | Clotilde                | Clotilde    | Clotilde    |                           |                           | Ste Aye                   | Ste Aye                   | Ste Aye                   | Ste Aye                   | Ste Aye    | Ste Aye    |  |  | St Hydulphe   | St Hydulphe   | St Hydulphe   | St Hydulphe   | St Hydulphe   | St Hydulphe   |  |  |  |  |  |  |  |  |  |  |  |  |  |  |  |  |  |  |  |  |
| St Arnoul | St Arnoul | St Arnoul | St Arnoul | St Arnoul | St Arnoul |                     |                     |                     |                     |                     |                     | Brunulphe | Brunulphe | Brunulphe | Brunulphe | Brunulphe  | Brunulphe  |                         |                         | Clotilde                | Clotilde                | Clotilde                | Clotilde                | Clotilde    | Clotilde    |                           |                           | Ste Aye                   | Ste Aye                   | Ste Aye                   | Ste Aye                   | Ste Aye    | Ste Aye    |  |  | St Hydulphe   | St Hydulphe   | St Hydulphe   | St Hydulphe   | St Hydulphe   | St Hydulphe   |  |  |  |  |  |  |  |  |  |  |  |  |  |  |  |  |  |  |  |  |
|           |           |           |           |           |           |                     |                     |                     |                     |                     |                     |           |           |           |           |            |            |                         |                         |                         |                         |                         |                         |             |             |                           |                           |                           |                           |                           |                           |            |            |  |  |               |               |               |               |               |               |  |  |  |  |  |  |  |  |  |  |  |  |  |  |  |  |  |  |  |  |
|           |           |           |           |           |           |                     |                     |                     |                     |                     |                     |           |           |           |           |            |            |                         |                         |                         |                         |                         |                         |             |             |                           |                           |                           |                           |                           |                           |            |            |  |  |               |               |               |               |               |               |  |  |  |  |  |  |  |  |  |  |  |  |  |  |  |  |  |  |  |  |
| Ansegisel | Ansegisel | Ansegisel | Ansegisel | Ansegisel | Ansegisel |                     |                     |                     |                     | Brunulphe           | Brunulphe           | Brunulphe | Brunulphe | Brunulphe | Brunulphe |            |            | Sichilde ép.Clotaire II | Sichilde ép.Clotaire II | Sichilde ép.Clotaire II | Sichilde ép.Clotaire II | Sichilde ép.Clotaire II | Sichilde ép.Clotaire II |             |             | Gomatrude ép.Dagobert Ier | Gomatrude ép.Dagobert Ier | Gomatrude ép.Dagobert Ier | Gomatrude ép.Dagobert Ier | Gomatrude ép.Dagobert Ier | Gomatrude ép.Dagobert Ier |            |            |  |  |               |               |               |               |               |               |  |  |  |  |  |  |  |  |  |  |  |  |  |  |  |  |  |  |  |  |

Au regard de la critique moderne, il n'y a cependant pas grand chose à retenir de cette généalogie (seulement ce qui est en trait plein) :
- Saint Arnould n'est pas le fils d'Arnoald (voir cette section)
- Auberon n'a jamais existé comme personnage historique
- Ansbert le sénateur, qui est de race romaine, ne descend pas par les mâles de Clodion le Chevelu, qui est de race franque (voir cette section).
- les Waubert et les Brunulphe sont inconnus des textes contemporains, à l'exception du frère de Sichilde et de Gomatrude, qui en outre se nommait probablement Brodulphe.

Ces ouvrages tardifs ne résistent pas à la critique moderne et aucune de ces données ne peut être retenue.
Cela n'empêche pas certaines publications modernes et grand public de donner Sichilde comme fille d'un comte d'Ardennes.

### Childesinde
Childesinde, serait la fille du roi de Neustrie Chilpéric Ier (539-584) et de la reine Audovère (533-580), née en l'absence de son père. Sa marraine ayant disparu, Frédégonde convainquit Audovère de tenir sa fille sur les fonts baptismaux, lui faisant tenir le rôle de marraine. Frédégonde fit ensuite valoir l'empêchement canonique interdisant le mariage entre le père et la marraine d'un enfant pour faire annuler le mariage du roi.
Personnage introduit en 727 par le Liber Historiae Francorum. Childesinde fait partie de l'épopée connue sous le nom de Chilpéric répudie Audovère. Grégoire de Tours (539 † 594), pourtant bien renseigné et contemporain des personnes, ne la mentionne pas, pas plus qu'il ne mentionne la cause de la séparation de Chilpéric et d'Audovère. Godefroid Kurth dans son Histoire Poétique des Mérovingiens nous dit que : « l'interdiction [du mariage entre le père et la marraine d'un enfant] a été formulée pour la première fois en 692, l'histoire, qui est censée se passer vers le milieu du VIe siècle, perd toute vraisemblance, et trahit par là même sa provenance récente ».

### Ermenchilde
Ermenchilde est le nom de la femme du roi Childebert III dans un document du XIIe siècle : Gesta Episcoporum Tullensis. Ce document est trop tardif pour faire autorité sur la question, mais comme ce renseignement est donné gratuitement sans chercher à asseoir une prétention, il peut être considéré comme valable, l'auteur de la geste ayant pu consulter des chartes aujourd'hui disparues.

### Mathilde
Mathilde ou Mechtilde serait l'épouse de Dagobert II et la mère de quatre filles : Adèle, Irmine, Rothilde et Ragnetrude.
La Vita Arbogasti, datant du Xe siècle affirme que le roi Dagobert II a épousé une Saxonne nommée Machtildis avant son retour d'Angleterre, qui serait mère d'un fils nommé Sigebert (voir Sigebert IV), d'Adèle, d'Irmine, de Rothilde et de Ragnetrude. Ce témoignage est cependant sujet à caution en raison de son caractère tardif et pourrait s'expliquer soit par une confusion avec Nanthildis, femme de Dagobert Ier, soit par une allusion à l'impératrice Mathilde, femme de l'empereur Otton Ier, contemporain de l'auteur de la Vita Arbogasti.
Quant aux filles, si Rothilde ne peut être identifiée à une personne connue, Adèle, Irmine et Ragentrude sont des personnes réelles. C'est leur rattachement aux Mérovingiens qui est fautif.

### Pharamond
C'est en 727 qu’apparaît pour la première fois le personnage de Pharamond. Dans le Liber Historiae Francorum il est dit qu'il est le fils de Marcomir et le père de Clodion le Chevelu. Il fut donc par la suite, longtemps considéré comme le premier roi mérovingien. Après l'apparition de l'histoire moderne (fin XIXe siècle), son existence a été reconnue comme légendaire. La raison est la suivante : l'auteur du Liber Historiae Francorum, un moine de Saint-Denis, est le premier à donner la généalogie suivante : Marcomir père de Pharamond, père de Clodion le Chevelu. Voici le passage en question : Regem vero sibi instar ceterarum Franci eligentes nationum, Faramundus Marchomiri filium solio sublimant regio. Cui filius successit Clodio crinitus. (Livre I - chapitre 4). Il semble utiliser comme principale source Grégoire de Tours et il est fortement improbable qu'il découvre 300 ans après, un personnage de la généalogie des Mérovingiens que Grégoire de Tours ne mentionne pas.

## Princes ou reines inventées sous l'Ancien Régime

### Adalbert de Saxe
Adalbert serait le fils de Clodion le Chevelu et d'Argotta.
L'information est citée en 1648 dans les Annales de la province et comté d'Haynau, dans une tentative de présenter une lignée de Clodion le Chevelu à Charlemagne. Cette généalogie est reprise en 1829, Jacques de Guyse et Jean Lefèvre les mentionnent dans leur Histoire du Hainaut.
Jacques Saillot, dans Les fils et petits-fils de Clovis et leurs alliances - thèses et hypothèses donne un Albéric (v. 460 † 515) fils du roi Clodebaud de Cologne (donc petit-fils de Clodion le Chevelu) et marié à une Argothe, fille du roi Théodoric des Ostrogoths. Cette affirmation de Jacques Saillot n'est pas plus fondée que la précédente.
Le premier duc de Saxe connu est Widukind (vers 755 - 810).

### Argotta ou Argote
Argotta ou Argote serait la femme de Pharamond.
Elle est mentionnée en 1801 comme fille du roi des Cimbres, femme de Pharamond et mère de plusieurs enfants.
La France Pittoresque la mentionne également comme femme de Pharamond, mais comme fille de Genebald, l'un des ducs des Francs Saliens, sans donner de sources.

### Eustère de Wisigothie
Eustère serait une fille d'Alaric II, roi des Wisigoths, épouse du roi Thierry Ier et mère du roi Thibert Ier.
Le père Anselme (1625 † 1694) mentionne son existence, en soulignant son caractère hypothétique et en indiquant Aubert Le Mire comme source.
La seule certitude est que l'épouse de Thierry Ier et mère de Thibert Ier ne peut chronologiquement pas être Suavegothe, la seule épouse connue de Thierry Ier, mais aucun document de l'époque mérovingienne ne permet de préciser son nom ou son origine familiale.

### Hildegonde
Hildegonde serait l'épouse de Clodion le Chevelu.
Vers 660, Frédégaire la mentionne sans la nommer comme l'épouse de Clodion victime d'un monstre marin. Desmarets de Saint-Sorlin, poète du XVIIe siècle est le premier à la nommer, en reprenant le mythe du monstre marin et la dit fille d'un roi danois.
Au XXe siècle, Jacques Saillot la dit fille d'un roi lombard ou de Marcomir roi des Francs ripuaires et de la princesse lombarde Hildegonde.
La réalité est que les sources contemporaines mentionnant Clodion le Chevelu sont très minces (Sidoine Apollinaire, Panégyrique de Majorien, 458 et Grégoire de Tours, Histoire des Francs, livre II, IX, 592) et aucune des deux ne mentionne d'épouse à Clodion.

### Odde
Odde serait l'épouse de Boggis et la fille de Clotaire II.
Il s'agit d'une confusion avec :
- d'une part la charte d'Alaon, qui présente un Boggis duc d'Aquitaine comme un fils de Caribert II, lui-même fils de Clotaire II. Mais la charte d'Alaon est de nos jours considérée comme un faux forgé au XVIIe siècle.
- d'autre part Sainte Ode (ou Chrodoare) veuve de Bodogisel (dont Boggis est un diminutif) ambassadeur franc à Byzance et mort en 589. Au XIe siècle les Annales de Lobes qualifient (à tort) ce Bodogisel de duc d'Aquitaine, tandis que le chroniqueur Sigebert de Gembloux la dit morte en 711[M 1],[M 2].

### Odoperth
En 1518, Jakob Mennel (de) présente à l'empereur Maximilien Ier de Habsbourg les cinq volumes de la Fürstliche Chronik, genannt Kaiser Maximilians Geburtsspiegel, dans lesquels il prétend que la dynastie des Habsbourg descend d'Odoperth, fils du roi Clotaire Ier et père du premier comte de Habsbourg,. Comme il n'est cité par aucun document du Moyen Âge, et notamment pas dans la liste pourtant exhaustive des enfants de Clotaire Ier donnée par Grégoire de Tours, le caractère fictif d'Odoperth est évident.

### Rothilde
Rothilde serait la fille de Clotaire II et l'épouse de Lydéric de Flandres, ancêtre des comtes de Flandre.
C'est mentionné par le jésuite Jean d'Auxiron qui publie en 1634 Lidéric I, Forestier de Flandre. Son récit est dénoncé comme faux par André Joseph Panckoucke en 1762 qui considère que l'enlèvement de Rothilde par Lydéric est en fait une histoire inspirée de l'enlèvement de la carolingienne Judith par Baudouin Bras de Fer, comte de Flandre.

### Wambert de Saxe
Wambert de Saxe serait le fils d'Adalbert de Saxe et père de Ansbert le sénateur.
L'information est citée en 1648 dans les Annales de la province et comté d'Haynau, dans une tentative de présenter une lignée de Clodion le Chevelu à Charlemagne. Cette généalogie est reprise en 1829, Jacques de Guyse et Jean Lefèvre les mentionnent dans leur Histoire du Hainaut.
Cette filiation est reprise sur plusieurs websites généalogiques sans la moindre justification quant aux sources,.
Aucune source médiévale ne le mentionne et si Ansbert le Sénateur apparait dans les fausses généalogies carolingiennes, il n'en est pas de même pour Wambert et Adalbert (ou Albéric) de Saxe.

## Princes ou reines inventées à l'époque contemporaine
Avec l'époque contemporaine apparaît la critique historique qui met en évidence les personnes inventées. Mais cette nouvelle discipline n'empêche pas certains auteurs contemporains de proposer de nouvelles personnes inventées et sans fournir le moindre document à l'appui de leurs dires.

### Amalthide, femme deClotaireIII
Amalthide serait la femme de Clotaire III.
Aucune source sur ce personnage. Midi-Pyrénées la cite sans donner de source.

### Chilpéric, roi de Toulouse
Chilpéric, est fils de Caribert II († 631), roi d'Aquitaine. Il aurait survécu à la mort de son père et, parvenu à l'âge adulte, se serait fait reconnaître roi dans une partie du territoire du royaume paternel.
Dans un article de 1991, il est proposé l'existence d'un roi d'Aquitaine du VIIe siècle prénommé Chilpéric. Pour cela, il s'appuie sur plusieurs chroniques :
- le début de la Vita Nivardi signale que Nivard, futur archevêque de Reims de 649 à 673, a été éduqué à la cour d'un roi Childéric qui ne peut s'identifier aux Childéric ou aux Chilpéric connus (Childéric Ier est mort en 481, Chilpéric Ier en 584, Childéric II a commencé son règne en 662 et Childéric II en 715). Cette Chronique mentionne l'existence d'une fille de Childéric, nièce de Nivard, mariée à Réolus qui succéda ensuite à Nivard sur le siège épiscopal de Reims. Ce Childéric est classiquement identifié à Childéric II, en considérant que Nivard et Childéric ont été éduqués à la même cour. Comme Childéric II a épousé sa cousine germaine Bilichilde d'Austrasie, le problème de sa parenté avec Nivard, qui n'est pas mérovingien, est résolu en considérant que l'épouse de Réolus n'est pas née de Bilichilde, mais d'une maîtresse de Childéric II qui se trouve être sœur de Nivard.
- la Vita Bercharii. Ce saint, filleul de Nivard, a été confié par ce dernier pour son éducation à saint Remacle alors que ce dernier était abbé de Solignac, soit entre 632 et 651, et à l'époque d'un princeps Chidericus. Cette chronique étant tardive (fin du Xe siècle), cette mention de Childéric est classiquement considérée comme une erreur de l'auteur, Adson, abbé de Montiers-en-Der († 992).
- Une version tardive de l’Historia Hrodbertii mentionne également au milieu du VIIe siècle un rege Hilderico qui a intronisé saint Robert, évêque de Worms, avant son départ pour la Bavière, la seconde année du règne d'un roi Childebert. Classiquement, ce roi est identifié à Childebert IV, roi de 695 à 711, et le départ à 697, mais il n'y a pas de roi Childéric ou Chilpéric à cette date. Gabriel Tikka propose l'identification avec Childebert III l'Adopté, qui régna de 656 à 662.

À partir de ces trois sources, Gabriel Tikka imagine l'existence d'un roi Childéric ou Chilpéric ayant régné au milieu du VIIe siècle. Comme ce Childéric n'est pas connu dans les principaux royaumes francs de l'époque (Neustrie, Austrasie et Bourgogne), Gabriel Tikka considère qu'il fut roi d'une autre région et propose l'Aquitaine, sachant que Nivard en est originaire et que Solignac s'y trouve. Faisant le rapprochement avec le nourrisson de même nom, fils de Caribert II, il considère que Frédégaire était mal informé et que l'enfant a survécu pour se faire reconnaître roi dans la région de Toulouse en 650 et y aurait régné au moins jusqu'en 673.
Ses arguments pourraient être convaincants, mais il défend dans le même article le problème de la survivance de Caribert II (voir la section Godepert et Berthari), qui déconsidère son raisonnement. Certes les deux sujets (celui de l'existence de Chilpéric, roi de Toulouse et celui de la survivance de Caribert II comme roi des Lombards) sont distincts et indépendants, mais le manque de rigueur avec lequel le second a été traité ne plaide pas en faveur du sérieux du premier.

### Clodomir roi de Worms
Clodomir (v. 490 † 532) serait le père d'Ingonde et d'Arégonde, deux des épouses du roi Clotaire Ier.
C'est du moins ce qu'affirme Jacques Saillot, mais il ne cite pas ses sources,.
Sur la base de l'onomastique, Christian Settipani propose le roi Badéric de Thuringe comme père pour les deux reines. Plus tard, il modifie son avis et considère les deux reines comme filles d'un noble et d'une princesse thuringienne, sœur des rois Hermanfred, Berthaire et de Badéric et fille du roi Basin de Thuringe.
La réalité est qu'aucun texte ne permet de déterminer l'origine des deux reines, et que les historiens sont réduits à faire des hypothèses.
Ce Clodomir ne doit pas être confondu avec Clodomir, roi d'Orléans, fils de Clovis Ier et de la reine Clotilde, qui a réellement régné de 511 à 524.

### Chlodeswinthe Verica
Chlodeswinthe Verica serait la femme de Mérovée.
La France Pittoresque mentionne cette reine, mais le texte biographique qui l'accompagne est un mélange de deux récits de noces :
- celles du prince franc Sigemer célébrées à Lyon et décrites dans une lettre de Sidoine Appolinaire,
- celles d'un chef franc organisées à Cambrai par les Francs saliens de Clodion qui sont interrompues par l'attaque d'Aetius, ainsi que le raconte Sidoine Appolinaire[S 2].

Aucun des deux documents ne nomme la mariée, on ne sait donc pas d'où provient le nom de Chlodeswinthe Verica. Les noces décrites par Sidoine Appolinaire sont situées à Lyon vers 469 tandis que celles de Grégoire de Tours se déroulent dans la région de Cambrai avant 430.
Rien dans le récit de Sidoine Appolinaire ne permet d'affirmer qu'il s'agit des noces de Mérovée.

### Edonne
Edonne serait l'épouse du roi Childebert IV la mère de Dagobert III.
Aucune source sur ce personnage. Elle est citée par la France Pittoresque et par Midi-Pyrénées qui ne donnent pas leurs sources,.
Aucun texte mérovingien ne mentionne ce nom.

### Fulberte
Fulberte serait l'épouse du roi Caribert II.
Aucune source sur ce personnage. Elle est citée par la France Pittoresque qui ne donne pas ses sources.
La charte d'Alaon donne une Gisèle d'Aquitaine comme femme de Caribert II, mais il s'agit d'un faux du XVIIe siècle. Ce prénom de Gisèle pourrait être une confusion avec une (hypothétique) Gisèle mariée au comte Caribert de Laon.

### Frotmond
Frotmond (ou Frotmund) serait, selon l'affabulateur Laurence Gardner le père du personnage mythique Pharamond. Dans son livre Le Graal et la lignée royale du Christ (2005), Laurence Gardner affirme (sans preuve) que Clovis serait un descendant direct de Jésus[réf. nécessaire].
Gardner aurait emprunté le nom de Frotmond à un abbé du monastère Saint-Amant-de-Boixe (Charente) de la fin du XIe siècle[réf. nécessaire].

### Mérovée
Mérovée serait le père du roi Mérovée.
Grégoire de Tours a écrit que « certains prétendent que de la lignée de Clodion est sorti le roi Merovech ». À partir de cette phrase ambiguë, des auteurs, parmi lesquels ceux de L’Énigme Sacrée, ont considéré que Mérovée n'était pas le fils de Clodion le Chevelu, mais d'un prince franc du nom de Mérovée dont la veuve aurait épousé ensuite le roi Clodion.
Outre son caractère peu vraisemblable (Clodion désignant son beau-fils comme successeur au détriment de ses propres fils, non-respect de la loi salique), cette histoire n'est confirmée par aucun document contemporain.

### Ragentrude
Ragentrude serait fille de Dagobert Ier et mère d'Irmina d'Oeren.
Christian Settipani constate à propos d'Irmina d'Oeren :
- Qu'elle est mère d'une Ragentrude ;
- Que depuis le IXe siècle, la tradition la considère comme fille de Dagobert II, ce qui n'est confirmé par aucun document contemporain.
- Chronologiquement, il est impossible qu'elle soit fille de Dagobert II, mais elle pourrait être petite-fille de Dagobert Ier. Or ce dernier a eu une maitresse du nom de Ragentrude qui donna naissance à Sigebert III, le père de Dagobert II.

Aussi certains généalogistes ont-ils cru à une erreur et ont considéré Irmine comme petite-fille de Dagobert Ier par sa mère, qu'ils nomment Ragentrude.
Cette hypothèse de travail est depuis abandonnée,.

### Sigebert IV et Sigebert V
Sigebert IV serait le fils du roi Dagobert II, selon l'affabulateur Pierre Plantard. En 1967 dans le livre Le Trésor maudit, Plantard affirme (sans preuve) qu'il serait le descendant des rois mérovingiens par ce Sigebert IV dit le Plantard et son fils Sigebert V. Cette thèse est reprise en 1982 dans L'Enigme Sacrée.
En 1992, Pierre Plantard a reconnu devant la justice française que tout est basé sur une supercherie.

### Sigould duc d'Austrasie
Sigould serait le père d'Haldetrude, la première épouse de Clotaire II.
Aucune source sur ce personnage. Rien dans les textes du haut Moyen Âge ne permet de nommer le père d'Haldetrude.
Il est cité par la France Pittoresque qui ne donne pas ses sources.

### Tanaquille
Tanaquille serait l'épouse de Clovis IV, décédée en 696.
Aucune source sur ce personnage. La France Pittoresque et Midi-Pyrénées.biz la citent sans mentionner de source,.
La seule Tanaquil historiquement attestée est l'épouse de Tarquin l'Ancien.

## Personnes réelles indûment rattachées aux Mérovingiens
Lorsque les auteurs (qu'ils soient médiévaux ou contemporains) ont inventé des princes fictifs qu'ils ont reliés aux Mérovingiens, ils ont dû les mélanger à des personnes réelles, afin de donner un semblant de vraisemblance à leur récit et de convaincre leur lecteur. C'est ainsi que des authentiques nobles du haut Moyen Âge se sont trouvés reliés, à tort, à la famille mérovingienne. Ce phénomène a eu également lieu par intérêt. Ainsi les abbayes de Pfalzel et d'Oeren ont considéré comme intéressant de relier leur fondatrice à une race royale.

### Adèle de Pfalzel, Irmina d'Oeren, Ragnetrude
Mathilde serait l'épouse de Dagobert II et la mère de quatre filles : Adèle, Irmine, Rothilde et Ragnetrude.
La Vita Arbogasti, datant du Xe siècle affirme que le roi Dagobert II a épousé une »Saxonne nommée Machtildis avant son retour d'Angleterre, qui serait mère d'un fils nommé Sigebert (voir Sigebert IV), d'Adèle de Pfalzel, d'Irmina d'Oeren, de Rothilde et de Ragnetrude.
L'introduction de Mathilde comme femme de Dagobert II est probablement fictive (voir Mathilde). Quant aux filles de Mathilde et de Dagobert II, certaines d'entre elles sont réelles, mais sont des Hugobertides. Irmine est la femme ou la belle-sœur d'Hugobert, lequel est père d'Adèle de Pfalzel et de Ragentrude. C'est une tradition qui tend à amalgamer des saints et des saintes dans des familles royales.

### Arnold
Arnold serait le fils de la princesse Blitilde et d'Ansbert. Il serait le père d'Arnoul de Metz.
Arnold correspond probablement à un authentique évêque de Metz du nom d'Arnoald, exerçant son ministère au début du VIIe siècle. À la fin du IXe siècle, Des scribes de l'évêché de Metz l'ont relié à tort aux Mérovingiens, voire aux Carolingiens.

### Gisèle regina
Gisèle serait le nom de l'épouse du roi Childéric III.
Cette information est présentée au XVIe siècle par Aventinus sur la base de plusieurs actes de sainte Kisyla. Sainte Kisyla, religieuse et donatrice de l'abbaye de Kochel en Bavière au cours du VIIIe siècle est qualifiée de régina et « issue de la race royale des Francs ». Aventinus, interprétant le qualificatif de régina comme reine, l'a considéré comme l'épouse d'un roi franc, qui ne pouvait être chronologiquement que Childéric III.
En vérité, l'étude de l'usage de ce terme de regina dans les chartes contemporaines a établi qu'à cette époque, les princesses royales étaient souvent qualifiées de ce terme. En 1929, Paul Ruf rejette sa qualité de reine et considère qu'il s'agit d'une noble bavaroise du VIIIe siècle. En 1931, Bernard Bischoff admet son origine royale et l'identifie à une sœur de Charlemagne nommée Gisèle et abbesse de Chelles. Plus récemment, Alain Stoclet a repris l'étude du cas de Gisela regina et conclut qu'il y a eu en fait deux Gisela, par la suite confondues en une seule. La première est une noble propriétaire vivant à la fin du VIIIe siècle près de Gauting en Bavière, et la seconde est Gisèle, abbesse de Brescia et fille de Louis II le Jeune,.

### Boggis et Bertrand
Boggis (hypocoristique du prénom Baudegisèle) serait, selon la charte d'Alaon, un fils du roi Caribert II (608 - 632) et le père du duc Eudes d'Aquitaine (v. 670 - 735). Il serait selon ce document duc d'Aquitaine. La charte d'Alaon est en fait un faux fabriqué au XVIIe siècle. Boggis y est noté comme maillon généalogique pour relier la maison des premiers duc d'Aquitaine à la maison royale des Mérovingiens. Toujours selon cette charte, Boggis aurait un frère nommé Bertrand et qui serait le père de saint Hubert (v. 650-727).
Plusieurs familles seraient des descendantes de Clovis selon cette charte. Ce sont les familles Gallard, Gramont, Montesquiou, La Rochefoucauld, Comminges et Lupé.
Cependant, la numismatique semble attester l'existence de Boggis et Bertrand par des pièces de "deux types : l'une provient des ateliers du capitole de Saintes... l'autre fut gravée à Chapteuil (Velay) et trouvée à Chalencon (Velay). Elle est unique en France, car elle porte à son avers les deux têtes diadémées affrontées de Boggis et Bertrand. Chassaing la datait du premier quart du VIIe siècle. Elle est l'œuvre d'Esperius, le plus connu des monétaires vellaves". Mais si ces monnaies prouvent l'existence historique de Boggis et Bertrand, elles ne prouvent pas leur qualité de fils de Caribert II.
D'autre part, il existe un autre Baudegisèle historique. Il s'agit d'un diacre du roi Chilpéric en 577.

### Godepert et Berthari
Godepert et Perthari, rois des Lombards à partir de 662, sont des fils de Caribert II, roi d'Aquitaine et des Lombards.
Gabriel Tikka considère que Caribert II, roi d'Aquitaine, n'est pas mort en 631, mais a été chassé de son royaume par son frère Dagobert Ier en 631, s'est réfugié chez les Lombards et est devenu leur roi de 653 à 661 sous le nom d'Aripert Ier. Il s'ensuit que, selon lui, les deux fils certains d'Aripert, Godepert et Perthari, sont des Mérovingiens, ainsi que :
- Cunipert, fils de Perthari, et son fils Liutpert
- Raginpert, fils de Godepert, et son fils Aripert II

Cette hypothèse se base principalement sur la similitude de nom entre Caribert et Aripert et est en contradiction avec les sources qui affirment la mort de Caribert II en 631. De plus on connait par Paul Diacre le père d'Aripert Ier qui se nomme Gondovald et qui est le fils de Garibald, le premier duc des Bavarois. Pour contourner cette difficulté, Gabriel Tikka prétend que Caribert II n'est pas le fils de Clotaire II et de Sichilde, mais d'un premier mariage (non connu par ailleurs) de Sichilde avec le prétendant Gondovald, fils présumé de Clotaire Ier.
Mais les textes contemporains affirment que Clotaire II est bien le père de Caribert II, et l'on voit mal pourquoi Clotaire II aurait commis la maladresse politique de confirmer ainsi les prétentions de Gondovald, prétentions qui avaient été contestées en son temps par Clotaire Ier et ses fils. La thèse de Gabriel Tikka repose surtout sur une homonymie.

## Personnes réelles dont le rattachement aux Mérovingiens est incertain
Enfin il reste le cas de quelques personnes dont on a affirmé le lien avec les Mérovingiens, lien qu'on ne peut cependant pas prouver totalement.

### Béreswinthe
Personnage réel, femme du duc Etichon d'Alsace (635 - 690), c'est son appartenance à la dynastie mérovingienne qui est imaginaire. Elle est mentionnée comme fille d'une sœur de saint Léger, évêque d'Autun, et sœur d'une reine des Francs. Une mauvaise interprétation a voulu identifier cette reine à Bilichilde femme de Childéric II, le roi d'Austrasie qui donna le duché d'Alsace à Etichon. Bilichilde étant fille de Sigebert III, cela faisait de Béreswinthe une fille de ce même roi. Mais cette interprétation est depuis abandonnée et la seule reine qui peut chronologiquement correspondre à la sœur de Béreswinthe est Chimnéchilde (sa belle-sœur Bathilde ne peut correspondre en raison de son origine serve), femme de Sigebert III et mère de Bilichilde.

### Berthe
Berthe serait la fille de Clotaire II et l'épouse de Warnachaire (ou Garnier II) maire du palais de Bourgogne.
C'est une hypothèse émise en 1944 par Léon Levillain. Il s'appuie sur un passage de Frédégaire qui raconte qu'en 626 à la mort du maire du palais de Bourgogne Warnachar (ou Garnier II), son fils Godin épousa sa belle-mère Berta, suscitant ainsi la colère du roi Clotaire II. Par la suite Berta, répudiée par Godin, se réfugie auprès de Clotaire II. Léon Levillain en déduit une parenté proche entre cette Berthe et le roi Clotaire II et, sachant que Clotaire II a eu pour épouse une Bertrude, propose l'hypothèse selon laquelle l'épouse de Warnachar est une fille de Clotaire II et de Bertrude.

« La quarante-troisième année du règne de Clotaire, mourut Warnachaire, maire du palais. Son fils Godin, d’un esprit léger, épousa cette année même sa belle-mère Berthe. Clotaire, enflammé contre lui d’une extrême colère, ordonna au duc Arnebert, qui était marié à une sœur de Godin, de l’attaquer avec une armée et de le tuer. Godin voyant son danger s’enfuit avec sa femme en Austrasie, auprès du roi Dagobert, et saisi d’une grande crainte du roi se réfugia dans l’église de Saint-Evre. Dagobert envoyait souvent. des députés au roi Clotaire, pour lui demander la grâce de Godin ; Clotaire promit enfin de la lui accorder, à condition qu’il abandonnerait Berthe qu’il avait épousée contre les ordonnances des canons. Godin abandonna Berthe et retourna dans le royaume de Bourgogne ; mais Berthe se rendit aussitôt auprès de Clotaire, et lui dit: que si Godin se présentait devant Clotaire, il voudrait tuer le roi lui-même. Godin fut alors, par l’ordre de Clotaire, conduit dans les principaux lieux saints, à l’église de Saint Médard de Soissons, et de Saint-Denis, à Paris, pour qu’il y jurât d’être toujours fidèle à Clotaire : c’était afin de trouver un lieu propice pour le tuer, lorsqu’il serait séparé des siens. Chramnulf, un des grands, et Waldebert, domestique du roi, dirent à Godin qu’il fallait qu’il allât encore à Orléans dans l’église de Saint-Anien, et à Tours celle de Saint-Martin, pour y renouveler ses serments. Lorsqu’il fut arrivé dans le faubourg de Chartres, à l’heure du repas, dans une petite métairie indiquée par Chramnulf lui-même, Chramnulf et Waldebert se jetèrent sur lui avec une troupe et le tuèrent ; ils massacrèrent quelques-uns de ceux qui étaient restés avec lui, et laissèrent fuir les autres après les avoir dépouillés »

— Frédégaire,  Chronique.

### Ricomer patrice des Burgondes
Selon la Chronique du pseudo-Frédégaire (IV 29), Ricomer est un personnage réel, nommé patrice des Burgondes en 607 et « Romain de naissance ». C'est sa parenté avec la reine Bertrude, seconde épouse de Clotaire II, qui n'est pas certaine et qui a été proposée en 1925. Le raisonnement pour établir cette parenté est le suivant :
- Bertrude est la mère du roi Dagobert Ier selon la Vie de Dagobert écrite vers 830 à l'abbaye de Saint-Denis.
- Toujours selon Frédégaire (IV, 84), le maire du palais Erchinoald était « de la famille de la mère de Dagobert Ier ».
- La chronique de Marchiennes (XIIe siècle), considérée aujourd'hui comme authentique, donne Erchinoald comme frère d'Adabald.
- Selon la Vie de Sainte Rictrude, abbesse de Marchiennes (composée en 907), Adabald est lui-même fils de Gariberge, fille d'un duc Ricomer et de sainte Gertrude abbesse d'Hamage.
- Comme on peut difficilement considérer que Gariberge soit mérovingienne (silence des sources, et onomastique incertaine), le généalogiste Christian Settipani en déduit que Bertrude et Gariberge étaient sœurs.

|                            |                            |                            |                            |                             |                             |                             |                             | Ricomer patrice de Burgondie (607) | Ricomer patrice de Burgondie (607) | Ricomer patrice de Burgondie (607) | Ricomer patrice de Burgondie (607) | Ricomer patrice de Burgondie (607) | Ricomer patrice de Burgondie (607) |  |  |                                    |                                    |                                    |                                    | Gertrude abbesse de Hamage († 649) | Gertrude abbesse de Hamage († 649) | Gertrude abbesse de Hamage († 649) | Gertrude abbesse de Hamage († 649) | Gertrude abbesse de Hamage († 649) | Gertrude abbesse de Hamage († 649) |                         |                         |                         |                         |  |  |
|                            |                            |                            |                            |                             |                             |                             |                             | Ricomer patrice de Burgondie (607) | Ricomer patrice de Burgondie (607) | Ricomer patrice de Burgondie (607) | Ricomer patrice de Burgondie (607) | Ricomer patrice de Burgondie (607) | Ricomer patrice de Burgondie (607) |  |  |                                    |                                    |                                    |                                    | Gertrude abbesse de Hamage († 649) | Gertrude abbesse de Hamage († 649) | Gertrude abbesse de Hamage († 649) | Gertrude abbesse de Hamage († 649) | Gertrude abbesse de Hamage († 649) | Gertrude abbesse de Hamage († 649) |                         |                         |                         |                         |  |  |
|                            |                            |                            |                            |                             |                             |                             |                             |                                    |                                    |                                    |                                    |                                    |                                    |  |  |                                    |                                    |                                    |                                    |                                    |                                    |                                    |                                    |                                    |                                    |                         |                         |                         |                         |  |  |
|                            |                            |                            |                            |                             |                             |                             |                             |                                    |                                    |                                    |                                    |                                    |                                    |  |  |                                    |                                    |                                    |                                    |                                    |                                    |                                    |                                    |                                    |                                    |                         |                         |                         |                         |  |  |
| Clotaire II roi des Francs | Clotaire II roi des Francs | Clotaire II roi des Francs | Clotaire II roi des Francs | Clotaire II roi des Francs  | Clotaire II roi des Francs  |                             |                             | Bertrude                           | Bertrude                           | Bertrude                           | Bertrude                           | Bertrude                           | Bertrude                           |  |  |                                    |                                    |                                    |                                    | Gerberge                           | Gerberge                           | Gerberge                           | Gerberge                           | Gerberge                           | Gerberge                           |                         |                         |                         |                         |  |  |
| Clotaire II roi des Francs | Clotaire II roi des Francs | Clotaire II roi des Francs | Clotaire II roi des Francs | Clotaire II roi des Francs  | Clotaire II roi des Francs  |                             |                             | Bertrude                           | Bertrude                           | Bertrude                           | Bertrude                           | Bertrude                           | Bertrude                           |  |  |                                    |                                    |                                    |                                    | Gerberge                           | Gerberge                           | Gerberge                           | Gerberge                           | Gerberge                           | Gerberge                           |                         |                         |                         |                         |  |  |
|                            |                            |                            |                            |                             |                             |                             |                             |                                    |                                    |                                    |                                    |                                    |                                    |  |  |                                    |                                    |                                    |                                    |                                    |                                    |                                    |                                    |                                    |                                    |                         |                         |                         |                         |  |  |
|                            |                            |                            |                            |                             |                             |                             |                             |                                    |                                    |                                    |                                    |                                    |                                    |  |  |                                    |                                    |                                    |                                    |                                    |                                    |                                    |                                    |                                    |                                    |                         |                         |                         |                         |  |  |
|                            |                            |                            |                            | Dagobert Ier roi des Francs | Dagobert Ier roi des Francs | Dagobert Ier roi des Francs | Dagobert Ier roi des Francs | Dagobert Ier roi des Francs        | Dagobert Ier roi des Francs        |                                    |                                    |                                    |                                    |  |  | Erchinoald maire du palais († 658) | Erchinoald maire du palais († 658) | Erchinoald maire du palais († 658) | Erchinoald maire du palais († 658) | Erchinoald maire du palais († 658) | Erchinoald maire du palais († 658) |                                    |                                    | Adalbald duc x Rictrude            | Adalbald duc x Rictrude            | Adalbald duc x Rictrude | Adalbald duc x Rictrude | Adalbald duc x Rictrude | Adalbald duc x Rictrude |  |  |

Settipani affirme donc que Ricomer est probablement le père de Bertrude. Mais, comme beaucoup de ces sources sont tardives, cette filiation reste très hypothétique,,. De plus, il est peu probable que la mère de Dagobert soit une Burgonde. Dagobert est né vers 609 et son père Clotaire II n'acquiert la Burgondie qu'en 613.